# Kourtney Kardashian
Kourtney Mary Kardashian Barker (ur. 18 kwietnia 1979 w Los Angeles) – amerykańska celebrytka, modelka, bizneswoman i osobowość telewizyjna, najbardziej znana z udziału w reality show Z kamerą u Kardashianów oraz Kourtney i Khloé jadą do Miami.

## Życiorys
Jest córką adwokata Roberta Kardashiana i Kris Jenner (z domu Houghton). Ma korzenie ormiańskie (po ojcu) i holendersko-szkockie (po matce). Jej matka rozwiodła się z jej ojcem w 1989 i w 1991 wyszła za mąż za olimpijczyka Bruce’a Jennera. Uczęszczała do katolickiej szkoły dziewcząt Marymount High School. Po ukończeniu szkoły wyjechała z Kalifornii do Dallas, gdzie przez dwa lata chodziła do Southern Methodist University. Stamtąd przeniosła się do Tucson w Arizonie, gdzie studiowała na Uniwersytecie Arizony i zdobyła stopień w zakresie sztuk teatralnych.
Występuje w reality show Z kamerą u Kardashianów. Jest również współwłaścicielką butiku odzieżowego „D-A-S-H” w Los Angeles; w 2009, z siostrami Kim i Khloé, otworzyła kolejny butik w Miami. Razem z matką była również współwłaścicielką ekskluzywnego dziecięcego butiku w Los Angeles „Smooch”, jednak sklep został zamknięty.
Kourtney ma dwie młodsze siostry –Kim i Khloé – oraz brata Roba, a także dwie przyrodnie siostry ze strony matki: Kendall Jenner i Kylie Jenner. Ich rodzina po ślubie matki z Bruce’em Jennerem powiększyła się o jego synów i córkę: (od starszego) Burta Jennera, Brandona Jennera i Brody’ego Jennera oraz Casey Jenner.
14 grudnia 2009 urodziła syna Masona Dasha. Ojcem dziecka jest jej były partner, Scott Disick. W 2010 ogłoszono nowe reality show z Kourtney: Kourtney i Kim jadą do Nowego Jorku. W 2011 Z kamerą u Kardashianów zostało nagrodzone statuetką People’s Choice Award w kategorii Ulubiony program telewizyjny. 8 lipca 2012 urodziła drugie dziecko, Penelope Scotland Disick, zaś 14 grudnia 2014 trzecie, syna o imieniu Reign Aston.
W styczniu 2021 został potwierdzony jej związek z muzykiem Travisem Barkerem, a w październiku tego samego roku para zaręczyła się. Nieoficjalny ślub odbył się 3 kwietnia 2022 w Las Vegas, a oficjalny 15 maja 2022 w Santa Barbara.
17 czerwca 2023 na koncercie swojego męża ogłosiła, że jest w ciąży.

## Filmografia

### Jako aktorka
| Rok  | Tytuł             | Rola                 |
| ---- | ----------------- | -------------------- |
| 2011 | Tylko jedno życie | Kassandra Kavanaugh  |
| 2021 | Cały on           | Jessica Miles Torres |

### Jako ona sama w reality show
| Rok       | Tytuł                                |
| --------- | ------------------------------------ |
| 2005      | Filthy Rich: Cattle Drive            |
| 2007-2020 | Z kamerą u Kardashianów              |
| 2009–2010 | Kourtney i Khloe jadą do Miami       |
| 2011–2012 | Kourtney i Kim jadą do Nowego Jorku  |
| 2011–2012 | Khloe i Lamar                        |
| 2013      | Kourtney and Kim Take Miami          |
| 2014–2015 | Kourtney and Khloé Take The Hamptons |
| 2015      | I Am Cait                            |
| 2015      | Dash Dolls                           |
| 2019      | Flip It Like Disick                  |